# Højspændingsforbindelsen Idomlund-Grænsen
|  | Fremtidig bygning Denne artikel omhandler en bygning, der er under opførelse. Det er derfor muligt, at indholdet er af spekulativ natur, og ligeledes, at indholdet kan ændre sig markant efterhånden som flere oplysninger bliver tilgængelige. |

Højspændingsforbindelsen Idomlund-Grænsen er en planlagt 400 kV højspændingsforbindelse fra Transformerstation Idomlund ved Holstebro via Transformerstation Endrup ved Esbjerg til den dansk-tyske grænse.
Projektet er opdelt i to faser:
1. Højspændingsforbindelsen Idomlund-Endrup; 261 master[1]
2. Højspændingsforbindelsen Endrup-Grænsen; 177 master[2]

Forbindelsen mellem Idomlund og Endrup skal forstærke elnettet i Vestjylland især i forbindelse med Viking Link, og erstatte de nuværende 150 kV ledninger mellem Idomlund og Karlsgårde som kabel-lægges. Den kommer til at blive i alt 170 km lang og drives af Energinet. Desuden bygges en transformator som forbinder 400 kV med 150 kV-højspændingsstation Stovstrup.
26 km bliver kabellagt i naturområder, mens 145 km føres som ledninger i luften på Thor-elmaster.
Byggeriet gik i gang i slutningen af 2023, master rejstes i marts 2024, og forbindelsen forventes i drift i slutningen af 2026.